# Anne Milton
Pour les articles homonymes, voir Milton.
Anne Frances Milton (née Turner ; le 3 novembre 1955) est une femme politique britannique qui est députée de Guildford de 2005 à 2019. Anciennement ministre des Femmes et des Égalités, elle est ministre d'État aux compétences et à l'apprentissage de 2017 jusqu'à sa démission en juillet 2019. Élue pour la première fois en tant que conservatrice, Milton quitte le groupe conservateur le 3 septembre 2019 et siège ensuite comme indépendante. Elle est battue aux élections générales de décembre 2019 en tant que candidate indépendante, face à la conservatrice Angela Richardson.

## Jeunesse et carrière
Anne Frances Turner naît le 3 novembre 1955 dans le Sussex, en Angleterre, de Patrick et Nesta Turner,. Elle fréquente la Haywards Heath Grammar School dans le Sussex de l'Ouest. Elle suit une formation d'infirmière au St Bartholomew's Hospital de Londres et obtient un diplôme en soins infirmiers de l'Université de South Bank de Londres. Milton travaille pour le NHS pendant 25 ans en tant qu'infirmière. Au cours des années 1980, elle est déléguée syndicale au Royal College of Nursing.
Elle est conseillère de l'arrondissement de Reigate et de Banstead de 1999 à 2004 et chef du groupe conservateur au conseil de 2000 à 2003 et membre de l'Assemblée régionale du sud-est de l'Angleterre. Elle postule pour figurer sur la liste des candidats du Parti conservateur en 1999 et est présélectionnée pour Bexhill et Battle et pour Bridgwater, mais n'obtient pas d'investiture en vue des élections générales de 2001.

## Carrière parlementaire

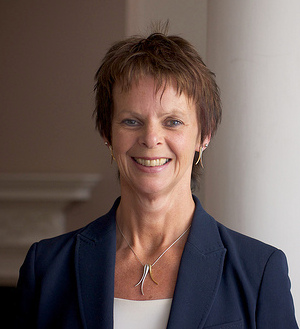

Milton est choisie pour se présenter dans la circonscription parlementaire de Guildford aux élections générales de 2005, un siège que les conservateurs avaient perdu de façon inattendue en 2001 au profit de la libérale démocrate Sue Doughty, la circonscription devenant marginale. Elle est élue députée de Guildford aux élections générales de 2005 avec une majorité de 347 voix.
Après l'élection, elle est nommée au Comité spécial de la santé siégeant jusqu'en décembre 2006. Pendant le parlement 2005-2010, Milton est ministre fantôme du tourisme à partir de novembre 2006, puis ministre fantôme de la santé en juillet 2007. En février 2006, Milton fait partie d'une minorité de députés conservateurs à s'opposer aux exceptions pour les clubs privés de l'interdiction de fumer proposée en Angleterre. Milton avait précédemment annoncé son opposition à une interdiction partielle, déclarant que c'était « la pire solution possible ».
Milton conserve son siège aux élections générales de 2010 et augmente sa majorité à 7 782 voix (14 %). En juillet 2010, Milton suggère aux médecins de décrire les patients obèses comme de « gras » pour les encourager à assumer la responsabilité de leur état. Cela est critiqué par les militants qui soulignent qu'une définition clinique est remplacée par un terme subjectif et péjoratif.
Au cours du parlement de 2010-2015, elle est sous-secrétaire parlementaire au ministère de la Santé puis, à la suite d'un remaniement ministériel en septembre 2012, Milton est nommée whip du gouvernement (Lord commissaire du Trésor), Vice-chambellan de la maison et plus tard trésorier de la maison. Elle s'abstient lors du vote parlementaire sur la légalisation du mariage homosexuel en février 2013, invoquant un manque de consensus parmi ses électeurs. En mars 2015, elle est nommée au Conseil privé du Royaume-Uni. Elle vote pour que le Royaume-Uni reste avec l'Union européenne (UE) lors du référendum d'adhésion de juin 2016. Milton est réélue député de Guildford lors des élections générales anticipées de 2017. Après l'élection, elle est choisie comme ministre d'État aux compétences et à l'apprentissage et ministre de la Femme.
Le 23 octobre 2018, Milton quitte le Groupe de référence des Communes sur la représentation et l'inclusion, présidé par le président des Communes John Bercow, invoquant l'incapacité de Bercow à lutter contre les problèmes d'intimidation et de harcèlement sexuel au Parlement,.
Le 23 juillet 2019, Milton démissionne de son poste de ministre d'État aux Compétences et à l'Apprentissage peu de temps avant que Boris Johnson ne soit annoncé comme nouveau chef du Parti conservateur et, par conséquent, Premier ministre. Elle dit qu'elle ne pouvait pas siéger dans un gouvernement qui disait qu'il y avait une possibilité pour le Royaume-Uni de quitter l'Union européenne sans accord.

## Vie privée
Elle épouse Neil Milton en 1979 à Haywards Heath; le couple a ensuite divorcé. Son mari actuel, le Dr Graham Henderson, qu'elle épouse en février 2000 dans le Surrey, est un ancien directeur médical local chez Virgin Healthcare. Milton vit dans le Surrey et a quatre enfants, dont la navigatrice Nikki Henderson (en).